# Sindromul Marfan

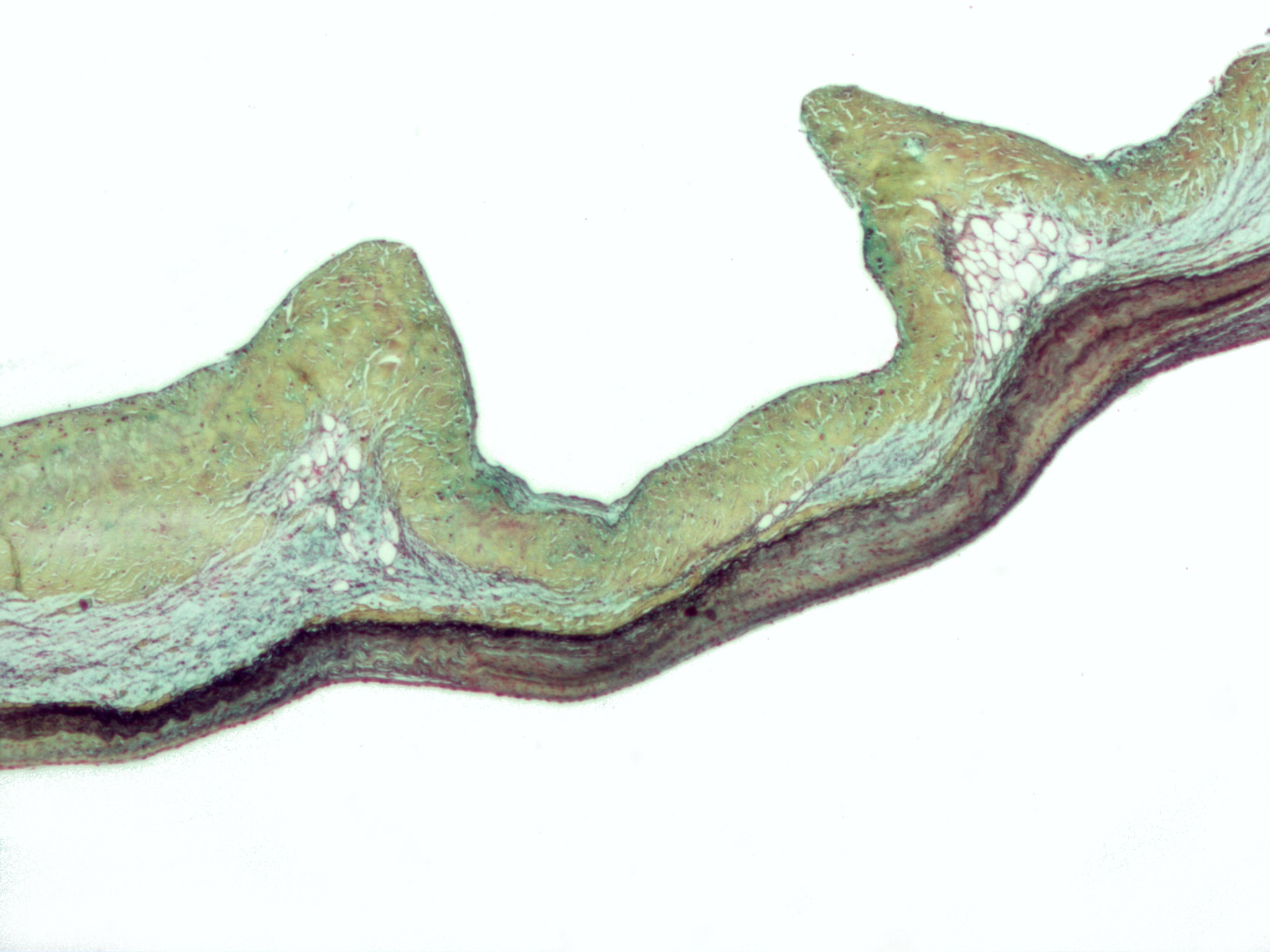
Imaginea microscopică a unei degenerări mixomatoase de valvă aortică, manifestare tipică a sindromului Marfan

Sindromul Marfan este o boală genetică determinată de mutații ale genei FBN1 ce afectează țesutului conjunctiv și care se transmite după tipul autozomal dominant. Ca aspect exterior, persoanele care suferă de această afecțiune sunt neobișnuit de înalte, au membre și degete lungi. 
Sindromul Marfan afectează cel mai mult: ochii, scheletul osos și sistemul cardio-vascular. 
Manifestările clinice în Sindromul Marfan pot fi variabile, de la ușoare până la severe. Cele mai grave complicații sunt defecte la nivelul sistemului cardio-vascular (valvele inimii și aortă). Boala poate afecta, de asemenea, plămânii, ochii, sacul dural în jurul măduvei spinării, scheletul și palatului dur. 
Afecțiunea este determinată de mutații ale genei FBN1, situată pe cromozomul 15, genă care codifică o glicoproteină numită fibrilina-1. Fibrilina este esențială în formarea fibrelor elastice ale țesutului conjunctiv. Fără suportul acestui element, țesutul conjuntiv este slăbit, care duce la afecțiuni grave.
Oamenii au o pereche de gene FBN1, boala fiind determinată de o mutație a uneia dintre cele două gene. Deoarece alelele mutante ale acestei gene sunt dominante, persoanele care moștenesc o alelă mutantă FBN1 de la unul dintre părinți vor avea sindrom Marfan. Astfel, riscul de transmitere a bolii de la un părinte bolnav la copil este de 50%.

## Istoric
Numele sindromului este un eponim în onoarea pediatrului francez Antoine-Bernard Marfan. La sedința din 28 februarie 1896 a Societății Medicale a spitalelor din Paris el a prezentat cazul unei fetițe de 5 ani, numită Gabrielle, care avea o înfățișare deosebită și prezenta câteva din caracteristicile clinice ale sindromului Marfan.
În 1968, Hugh Bentall a realizat o intervenție chirurgicală prin care a înlocuit aorta ascendentă și valva aortică la un pacient care suferea de această boală, intervenție care îi poartă numele.  
Gena a cărei mutații determină boala a fost identificată prima dată de Francesco Ramirez la Mount Sinai Medical Center din New York în 1991.

## Semne și simptome
Manifestarile clinice ale sindromului Marfan sunt variabile, atât între membrii aceleiași familii (care prezintă aceeași alelă mutantă) câ și între indivizi din familii diferite (și care pot prezenta alele mutante diferite), fenomen cunoscut sub numele de expresivitate variabilă. Stabilirea diagnosticului se face folosind criterii de diagnostic definite inițial la Berlin în 1988 și ulterior reactualizate în 1996 la Gand, cunoscute sub numele de „nosologia Gand” (în engleză Ghent nosology).
Prezența simultană a membrelor lungi, a subluxației de cristalin și a dilatării rădăcinii aortice sunt, în general, suficiente pentru a pune diagnosticul de sindrom Marfan cu siguranță rezonabilă. Există mai mult de 30 de alte caracteristici clinice care sunt asociate cu acest sindrom, majoritatea implicând scheletul, pielea și articulațiile.

## Forme clinice ale sindromului Marfan
- forma clasică a sindromului Marfan;

- forme incomplete ale sindromului Marfan:

- forma fără semne oculare;

- forma degete lungi;

- forma neonatală și infantilă, o formă cu debut precoce, mai gravă decât forma clasică a sindromului Marfan, ce poate duce la pierderea mobilității articulațiilor și la deces precoce prin insuficiență cardiacă;
- ectopia cristalinului;
- forme familiale de anevrism de aortă.

## Sindromul Marfan și fibrilinopatiile
Sindromul Marfan face parte dintr-un grup de boli determinate de mutații ale genei FBN1, boli numite fibrilinopatii. Acest grup de boli se caracterizează printr-un număr de semne clinice comune care însă se asociază în mod diferit  de la o boală la alta. Pe lângă sindromul Marfan, acest grup de boli mai cuprinde:
- displazia acromicrică (OMIM 102370);
- forma familială a ectopiei cristalinului (OMIM 102370);
- displazia geleofizică de tip 2 (OMIM 102370);
- sindromul MASS  (OMIM 604308), acronim derivat de la denumirile în limba engleză ale caracteristicilor clinice ce-l definesc : (valva) mitrală, aorta, scheletul și pielea (în engleză skin);
- sindromul Shprintzen-Goldberg (OMIM 182212);
- sindromul pielii rigide (în engleză stiff skin syndrome (OMIM 184900);
- sindromul Weill-Marchesani de tip 2 (dominant) (OMIM 608328).

## Bolnavi celebri
Personalități despre care se crede că sufereau de sindromul Marfan dar care nu au fost diagnosticați niciodată, deoarece procedura de diagnosticare a apărut abia în secolul 20.

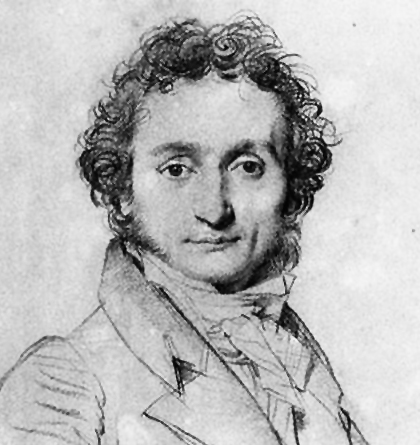
Violonistul Niccolo Paganini
Preşedintele american Abraham Lincoln
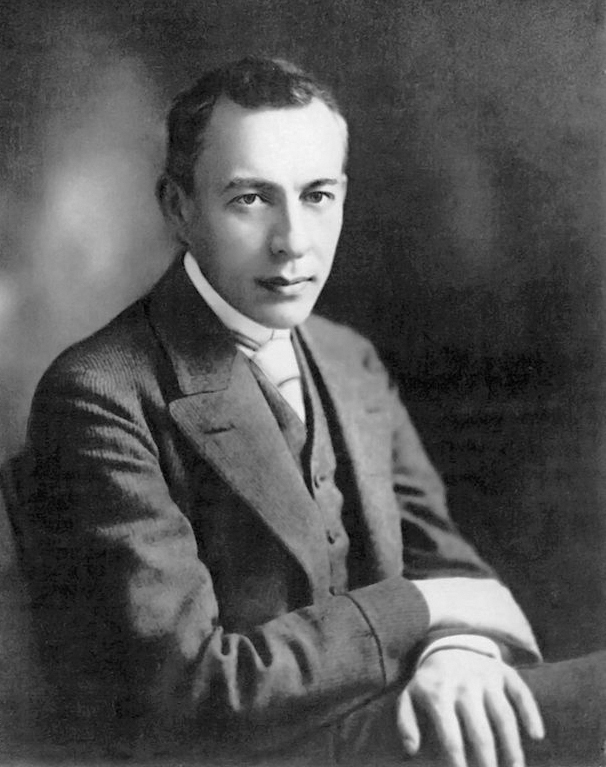
Compozitorul Serghei Rahmaninov
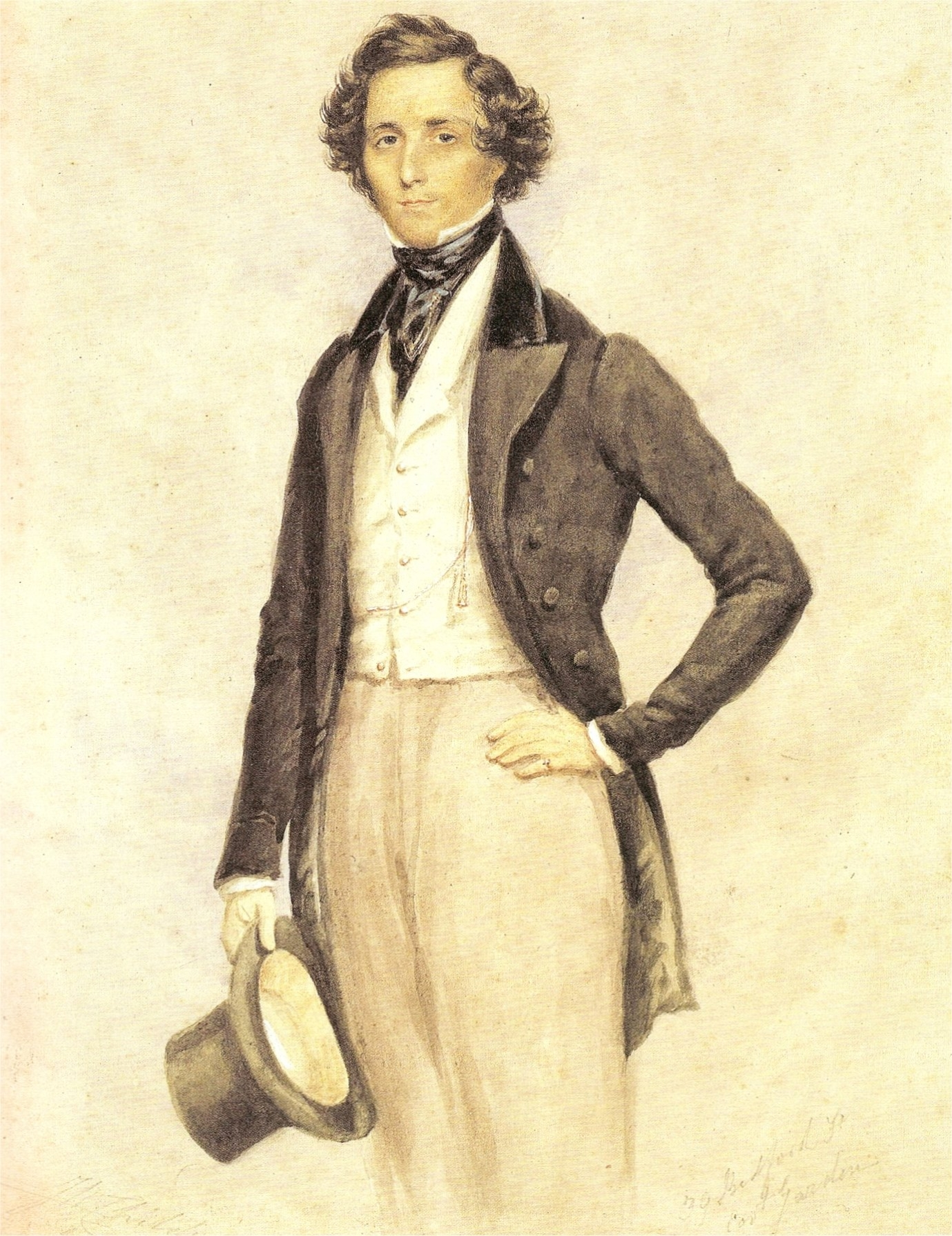
Compozitorul Felix Mendelssohn Bartholdy